# Moord op de Albert Cuyp
Moord op de Albert Cuyp is het derde deel van de Nederlandse detectiveserie Baantjer Inc. die vanaf het begin werd verzorgd door Ed van Eeden. Appie Baantjer kwam zelf met het voorstel om de reeks te laten verschijnen onder de naam Baantjer Inc.

## Samenvatting
De twee rechercheurs van deze detectiveserie zijn:
- Oscar Graanoogst. Deze ervaren rechercheur heeft Surinaamse wortels en is getrouwd met Henny. Ze hebben twee dochters Cindy en Blossom en twee zoons Chester en Leroy. Hij werkt vanuit het politiebureau in De Pijp aan de Ferdinand Bolstraat en woont in Almere.
- Hendrick Zijlstra. Een jonge slordig geklede jonge rechercheur met een honkbalpetje. Hij woont niet meer thuis bij zijn moeder, maar is via haar, Emmy Zijlstra-de Cock, het neefje van de beroemdste Amsterdamse rechercheur Jurriaan De Cock.

## Verhaal
Marktkoopman Hakim Hussainali vindt op de Albert Cuypmarkt het lijk van een prachtige jonge vrouw. Ze lijkt dodelijk omlaag gevallen te zijn. De twee rechercheurs Oscar en Hendrick stellen een onderzoek in en komen er snel achter dat deze 21-jarige studente Christie Zeilmaker een luxe koopappartement bewoonde aan de Albert Cuypstraat. Het pand ligt vol met gebroken glas. Het raam staat open en er is duidelijk administratie ontvreemd. Lijkschouwing duidt op hartstilstand na een stroomstoot uit een taser. Het blijkt dat ze werkzaam was bij een peperduur escortbureau Fleur de Lys. Het bureau wordt gerund door mevrouw de Lange, een voormalige escortdame die zich ingekocht heeft. Ze wordt bijgestaan door ene Günther Carlier. Christie werkte inderdaad voor dit bureau, maar Hendrick ontdekt via een achtergebleven USB-stick dat ze ook eigen klantjes had.
Wachtcommandant Leo Esterik krijgt een nieuwe baan bij bureauIJburg. Jurriaan De Cock mengt zich in de opvolgingskwestie, want hij wil dat zijn teamlid Vera Keizer de baan krijgt. Hendrick wordt door zijn oom benaderd zijn oren wijd open te houden. De twee rechercheurs storten zich op het familieverband van Christie. Ze heeft een stiefvader en een oudere zus Sylvia. In eerste instantie worden moeder en stiefvader uit Krabbendijke hard verhoord. Maar de stiefvader heeft een alibi en dat was Hendrick vergeten na te trekken. Een tweede verhoor van het duo Mevrouw de Lange en Günther Carlier loopt beter. Ome Cor had Oscar dan al getipt dat de auto van Fleur de Lys op het tijdstip van de moord in de Gerard Doustraat achter de markt is gespot. Afzonderlijk verhoor levert een volledige bekentenis op. Günther wilde Christie met zijn taser tot de orde roepen, ze kluste te veel buiten het bedrijf bij. Ze kreeg een hartstilstand en stortte van drie hoog naar beneden.
Leo Esterik wordt inderdaad als wachtcommandant opgevolgd door Vera Keizer, uit het team de Cock. Ze heeft rood haar en dat is puur natuur zegt ze desgevraagd aan Hendrick.